# Mordellistena exisa
Mordellistena exisa là một loài bọ cánh cứng trong họ Mordellidae. Loài này được Stshegoleva-Barovskaya miêu tả khoa học năm 1927.